# Bill Leyden
Bill Leyden (ur. 1 lutego 1917, zm. 11 marca 1970) – amerykański gospodarz teleturnieju.
Layden urodził się 27 maja 1926 roku w Chicago w stanie Illinois. Walczył w czasie II Wojny Światowej. Zmarł 11 marca 1970 roku w Hollywood w stanie Kalifornia. Został pochowany na Forst lawn Memorial Park (Hollywood Hills).

## Kariera
Bill Leyden prowadził programy i teleturnieje telewizyjne. Wystąpił również w kilku filmach.

## Wyróżnienia
Posiada swoją gwiazdę na Hollywoodzkiej Alei Gwiazd.